# Шелкозаводская
Шелкозаво́дская (чечен. Шелкозаводски) — станица в Шелковском районе Чеченской Республики. Является административным центром Шелкозаводского сельского поселения.

## География
Расположена на левом берегу реки Терек, севернее оросительного канала Шелковской коллектор и южнее оросительного канала Наурско-Шелковская ветвь, на юго-западе от районного центра станицы Шелковской. Севернее Шелкозаводской проходят трасса Р262 Ставрополь—Крайновка и железнодорожная линия Северо-Кавказской железной дороги (участок Кизляр—Червлённая-Узловая; ближайшая станция — Шелковская, расположена в станице Шелковской).
Ближайшие населённые пункты: на северо-западе — село Коби, на северо-востоке — станица Шелковская, на юго-востоке — село Харьковское, на юго-западе — посёлок Парабоч, расположенный на территории Парабочевского заказника. Сама станица Шелкозаводская находится у восточных границ заказника, не входя в его пределы. Юго-западнее станицы, у северной кромки лесного массива Парабочевского заказника, располагается особо охраняемая природная территория республиканского значения «Озеро Карьерное», образованная на базе одноимённого водохранилища.

## История
В 1718 году на берегах Терека было образовано поместье при заводе по переработке шёлка-сырца, который выстроил армянский купец Сафар Васильев. Одновременно со строительством завода (тогда же, в 1718 году) недалеко от него возникло грузино-армянское поселение, ставшее затем станицей Шелковской (в названии которой также сохранилось упоминание о шёлковом заводе). В 1722 году, однако, поместье было заброшено, а производство переведено в крепость Святого Креста, заложенную тогда Петром I на реке Сулак (во время Персидского похода 1722—1723 годов). В 1735 году завод был отстроен вновь (за счёт государственной казны); при нём снова была образована слобода, населённая преимущественно армянами, грузинами и русскими. В тот период поместье находилось на самом берегу Терека, напротив аула Акбулатюрт.
С 1764 года поместье Шелкозаводское принадлежит помещикам Хастатовым, потомкам Сафара Васильева (сам шёлковый завод, однако, очень скоро был выкуплен обратно в казну). Владельцем поместья, в частности, был А. В. Хастатов, двоюродный дед М. Ю. Лермонтова. Сам поэт бывал в Шелкозаводском в 1820, 1837 и, возможно, в 1840 годах. На соседнем хуторе Парабоч сохранился барский дом, в котором сейчас находится музей М. Ю. Лермонтова.
В XIX веке в станице Шелкозаводской располагалась почтовая станция Албецкая. В 1885 году из-за наводнения станица была перенесена на 4 км вглубь от берега Терека.

## Население
| 1878 | 1883 | 1926 | 1990  | 2002  | 2009  | 2010  |
| ---- | ---- | ---- | ----- | ----- | ----- | ----- |
| 209  | ↗213 | ↗423 | ↗1230 | ↘1126 | ↗1811 | ↘1238 |

По данным 1984 года, в станице проживало около 1 тысячи человек. Согласно переписи 2002 года, в станице проживало 1126 человек, из них 537 мужчин и 589 женщин, 94 % населения составляли чеченцы. По данным переписи 2010 года, национальный состав населения станицы был следующим:
- чеченцы — 1193 чел.,
- русские — 32 чел.,
- кумыки — 19 чел.